# Nogayos
Los nogayos, también conocidos como «tártaros caucásicos», son un pueblo túrquico y actualmente un importante grupo étnico en la región de Daguestán; hablan su propia lengua, el nogayo, y descienden de los cumanos que se mezclaron con sus conquistadores mongoles y formaron la Horda de Nogái.

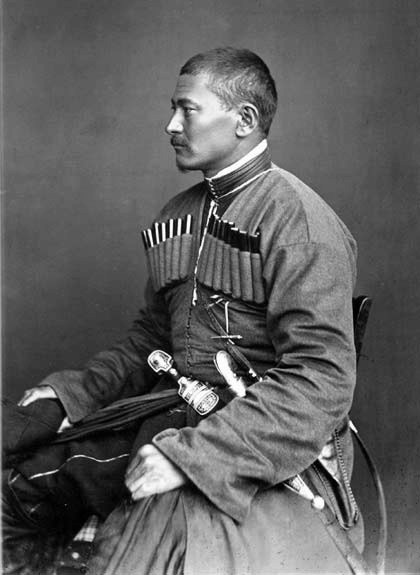
Nogayo caucasiano,.

## Divisiones
Desde el siglo XVI, hasta la forzosa salida de sus tierras en el XIX, los nogayos se dividían en los siguientes subgrupos (de oeste a este a lo largo de la costa del mar Negro en lo que actualmente es Ucrania):
- Nogayos buyacos: Habitaban la zona comprendida entre el Danubio y el Dniéster.
- Nogayos yedisanos: Habitaban la zona comprendida entre el Dniéster y el Bug.
- Nogayos yamboilucos: Habitaban la región que va del Bug hasta donde comienza la península de Crimea.
- Nogayos yedíscules: Habitaban la zona norte de la península de Crimea.
- Nogayos kubaneses: Habitaban la zona aledaña al mar de Azov, en torno a Primorsk (antes Nogaisk).

## Historia
- Nogayo es una palabra que se deriva de Nogai Khan, un general y dirigente mongol de la Horda de Oro descendiente de Gengis Khan.

### Al servicio del Kanato de Crimea
La Horda de Nogay apoyó al Kanato de Astracán, hasta su caída a manos de los rusos en 1556, fue entonces que pasó a ofrecer su lealtad al Kanato de Crimea. Los nogayos protegieron sus fronteras septentrionales y organizaron incursiones por la estepa a fin de evitar asentamientos eslavos. Durante ese tiempo, muchos nogayos emigraron a la península de Crimea para servir como soldados de caballería al kan. Una vez establecidos ahí, contribuyeron a la integración de los tártaros de Crimea.
Sin embargo, los nogayos no solo eran buenos soldados, sus habilidades como agricultores también eran apreciables; tenían buenos conocimientos sobre el crecimiento de los granos y de irrigación de las áridas estepas que habitaban. En primavera, cultivaban trigo y mijo, el cual es resistente a las sequías. También, se dedicaban al cuidado de varios tipos de ganado y solían hacer migraciones estacionales en busca de mejores pastos para sus animales. Eran un pueblo orgulloso de sus tradiciones nómadas y su libertad, las cuales consideraban mejores que el modo de vida que les ofrecía el sedentarismo agrícola.

### Invasión mongólica
A principios del siglo xvii, los antepasados de los calmucos, los oirates, emigraron de las estepas del sur de Siberia, a orillas del río Irtish, a la región baja del Volga, a donde llegaron alrededor del año 1630. Existen distintas propuestas sobre los motivos de esta migración, pero por lo general se cree que los calmucos abandonaron sus tierras en busca de mejores pastos para su ganado. Sin embargo, las tierras a las que llegaban se trataban del territorio nacional de la Horda de Nogay. Así pues, los calmucos las invadieron y expulsaron de la región a los nogayos, quienes huyeron hacia las llanuras al norte del Cáucaso y hacia el Kanato de Crimea, áreas bajo el control del Imperio otomano, mientras que algunos grupos buscaron la protección de la guarnición rusa de Astracán. Los remanentes de las tribus túrquicas que permanecieron en sus tierras pasaron a ser vasallos del Kan de los calmucos.

### Bajo la dominación rusa
Tras la anexión rusa de Crimea, las tierras de los nogayos fueron confiscadas; sus tierras de pastoreo, ocupadas por colonos eslavos y, posteriormente, los rusos los obligaron a sedentarizarse por medio de métodos tales como la quema de sus tiendas y restringiendo su libertad de tránsito.
En 1783, el general ruso Aleksandr Suvórov masacró a varios miles de rebeldes nogayo-kubaneses. Muchas tribus nogayas se refugiaron entre los circasianos durante ese tiempo y otros muchos clanes comenzaron a emigrar hacia el Imperio turco otomano en gran número. Se estima que 7000 nogayos buyakos y yedisanos se instalaron en Dobruja antes de 1860. La mayoría de estos nogayos volverían a emigrar más tarde, esta vez a Anatolia. No obstante, el mayor éxodo de nogayos tuvo lugar en 1860, cuando varios clanes yamboilucos y kubaneses bajaron de Ucrania, invernando en territorio de sus co-etnias en 1859, de donde después pudieron dirigirse o bien al puerto de Teodosia o bien al de Kerch, o bien tomar el camino a través de las estepas de Budyak a Dobruja para salir de Rusia. 50 000 de los aproximadamente 70 000 nogayos que vivían en Kubán y la región adyacente de Stávropol emigraron al Imperio turco en este periodo. Estas migraciones indujeron a los nogayos de Crimea (quienes vivían en los distritos de Eupatoria, Perekop y norte de Simferópol) y del sur de Ucrania a emigrar también. 300 000 tártaros crimeos (entre los que se incluían nogayos) abandonaron Crimea en 1860. Así mismo, 50 000 nogayos dejaron de poblar el sur de Ucrania en 1861. Por su parte, otros clanes nogayos emigraron directamente del Cáucaso a Anatolia, junto con los circasianos.

## Actual residencia
En la década de 1990, sesenta y cinco mil nogayos todavía vivían al este del Cáucaso, divididos en dos confederaciones tribales nogayas, la blanca (aq) y la negra (qara). En tiempos de la Unión Soviética, no tenían un reconocimiento administrativo territorial, lo que atrasó su desarrollo nacional. La mayoría de los nogayos ahora viven en Daguestán, Chechenia y Stávropol. En Daguestán, se concentran especialmente en la región de Jasaviurt. Pero, sin reconocimiento oficial, corren el riesgo de ser asimilados por sus vecinos rusos, circasianos y cumucos.
Unos cuantos millares de nogayos viven en Dobruja (Rumania), en la ciudad de Mihail Kogălniceanu (Karamurat) y los pueblos de Lumina, Valea Dacilor y Cobadin.
Se estima que 90 000 nogayos viven actualmente en Turquía, principalmente en Ceyhan (Adana), Ankara y provincias de Eskişehir. El idioma nogayo (lengua emparentada con el kazajo) todavía se habla en algunos pueblos de la Anatolia Central, principalmente en los alrededores del lago Salado. Por otra parte, aún hay nogayos en Dobruja que hablan su lengua.
Hasta el día de hoy los nogayos de Turquía han preservado su cocina, muestra de ello son algunos de sus platos tradicionales.
También algunos nogayos viven en Amán (Jordania), principalmente en una zona agrícola llamada Wadi El Sir. Llegaron de Turquía a finales del siglo XIX, cuando entonces todavía era el Imperio otomano, para apoyar a su ejército en la ocupación de Arabia. Ahora saben comunicarse en árabe, desde que fue adoptado como idioma oficial de Jordania en lugar del turco; incluso se han mezclado con la población árabe y han llegado a ser parte de la sociedad jordana; sin embargo, aún se consideran un grupo diferente a los demás jordanos.